# Pyrenese eik
De Pyrenese eik (Quercus pyrenaica) is een loofboom behorende tot de napjesdragersfamilie (Fagaceae). De botanische  naam is gepubliceerd door Carl Ludwig Willdenow in 1805.

## Kenmerken
De Pyrenese eik heeft een rechte stam met een brede kroon. Een deel van de wortels wortelt vlak onder het maaiveld. De schors is lichtgrijs van kleur. De eik bereikt zelden een hoogte van meer dan twintig meter en komt meestal voor in struikvorm. Wanneer de struik als hakhout gebruikt wordt, dan wordt de struik na 8 à 12 jaar afgezet.
De bladeren zijn onderverdeeld in een bladschijf en een bladsteel. De bladsteel is behaard en heeft een lengte van tussen de 8 en de 10 millimeter lang. De bladeren hebben een grijsgroene kleur en zijn aan beide kanten behaard. De bladeren zijn tussen de 13 en 15 centimeter lang en zijn 9 centimeter breed. Aan beide kanten van het blad zitten zes lobben. De middelste lobben zijn ongeveer 2 centimeter breed. De dode bladeren blijven hangen totdat er nieuwe bladeren ontspruiten in de lente.
De Pyrenese eik is eenhuizig en de mannelijke katjes hebben een gele kleur. De katjes verschijnen eind juni.

## Verspreiding
De Pyrenese eik komt voor in Frankrijk, Marokko, Portugal en Spanje. De soort komt voornamelijk voor op het Iberisch Schiereiland, buiten dit schiereiland komt de soort veel minder voor. De eik komt ondanks de naam niet of nauwelijks voor in de Pyreneeën.
De Pyrenese eik verdraagt zure bodems met silicaatrotsen in gebieden met een continentaal klimaat beter dan andere eikensoorten.

## Gebruik
De Pyrenese eik is geschikt om als hakhout gebruikt te worden, van het geoogste hout kan houtskool worden gemaakt. De zaailingen worden gegeten door grazers. In arboreta wordt de plant gebruikt als sierboom.
Gezaagdbladige eik (Q. acutissima) · 
Amerikaanse witte eik (Q. alba) · 
Japanse eik (Q. aliena) · 
Gouden eik (Q. alnifolia) · 
Californische struikeik (Q. berberidifolia) · 
Tweekleurige eik (Q. bicolor) · 
Moseik (Q. cerris) · 
Hulsteik (Q. coccifera) · 
Scharlaken eik (Q. coccinea) · 
Japanse keizereik (Q. dentata) ·  
Portugese eik (Q. faginea) · 
Steeneik (Q. ilex) · 
Californische zwarte eik (Q. kelloggii) · 
Quercus lamellosa · 
Quercus lusitanica · 
Perzische eik (Q. macranthera) · 
Mongoolse eik (Q. mongolica) · 
Moeraseik (Q. palustris) · 
Wintereik (Q. petraea) · 
Donzige eik (Q. pubescens) · 
Pyrenese eik (Q. pyrenaica) · 
Zomereik (Q. robur) · 
Amerikaanse eik (Q. rubra) · 
Kurkeik (Q. suber)